# Emiliano Calle
Emiliano Calle (Mendoza, 20 de junio de 1994) es un exjugador argentino de rugby que posee doble nacionalidad, argentina y española. Se desempeñaba como apertura. Fue internacional absoluto con la Selección Española, donde acumuló un total de 4 caps.
Nació en Mendoza (Argentina) aunque pasó varios años de su infancia en Málaga, donde después de iniciarse en el fútbol, terminó decantándose por el rugby. El hispano-argentino estuvo jugando en el equipo de la Universidad de Málaga hasta los 15 años. Después, volvió a Argentina con su familia.
En 2016, regresó a Europa. Su destino fue Rumanía, donde en la temporada 2016-2017 formó parte del equipo Timișoara Saracens, que se coronó campeón de la liga rumana, una de las competiciones más potentes del rugby europeo.
Más tarde, el  Aparejadores Rugby Burgos se puso en contacto con el jugador a través de una llamada de teléfono y unos meses después se cerró el acuerdo. En enero de 2019, abandona Burgos y ficha por Sale FC, club de National League 1.